# Anna Paluch
Anna Paluch (Nowy Targ; 31 de Março de 1960) é uma política da Polónia. Ela foi eleita para a Sejm em 25 de Setembro de 2005 com 9547 votos em 14 no distrito de Nowy Sącz, candidata pelas listas do partido Prawo i Sprawiedliwość.